# 戎贵卿
戎贵卿（1958年5月—），河南尉氏人。中国人民解放军中将。

## 生平
戎贵卿中将军旅生涯十分丰富，不仅是全军首届优秀指挥军官，在“确山决胜-2011”实兵对抗演习中担任总导演，并且曾留学于俄罗斯军事院校，至2010年止，戎贵卿少将在18个单位、3个军区、8个师工作过。
1976年12月入伍。中国共产党党员。中国人民解放军国防大学联合战役指挥专业研究生学历。
1976年12月任陆军战士。
1978年1月任陆军班长。1978年10月任陆军团司令部作训股见习参谋。1979年1月任陆军团司令部作训股测绘参谋，陆军师司令部作训科参谋，副连长，师教导队中队长，军司令部作训处参谋，武汉军区司令部军训部参谋。
1985年任陆军第20集团军司令部作训处副处长，处长，陆军第54集团军127师参谋长。
2000年8月任陆军第54集团军160摩步旅旅长，陆军第54集团军127师副师长。
2004年4月任陆军第54集团军162摩步师师长。
2007年6月任陆军第54集团军参谋长。
2009年2月接替升任南京军区副司令员的宋普选，任陆军第54集团军军长。
2014年12月接替升任成都军区副司令员的周小周，任成都军区参谋长。
2015年12月31日，出席中国人民解放军陆军首任领导班子成立及授旗仪式，当时传闻戎贵卿出任副司令员。
2016年1月任西部战区副司令员兼参谋长。
2008年7月，晋升中国人民解放军少将军衔。
2016年7月，晋升中国人民解放军中将军衔。
2013年，当选第十二届全国人大代表。2018年2月24日，当选为第十三届全国人大代表。